# Jean Duvergier de Hauranne
Pour les articles homonymes, voir Famille Duvergier de Hauranne et Cyran.
Jean-Ambroise Duvergier de Hauranne, abbé de Saint-Cyran, souvent appelé simplement Saint-Cyran, né rue Vieille-Boucherie à Bayonne en 1581 et mort à Paris le 6 octobre 1643 est un prêtre catholique et théologien français, qui a répandu le jansénisme en France notamment comme directeur spirituel.
Il fait la connaissance de Jansénius alors que celui-ci est étudiant à la Sorbonne. Ordonné prêtre en 1618, il reçoit de l'évêque de Poitiers, Henri-Louis de La Roche-Posay, le bénéfice de l'abbaye de Saint-Cyran-en-Brenne. Il devient secrétaire du cardinal Pierre de Bérulle en 1620 et le reste jusqu'à la mort de ce dernier en 1629, et rejoint alors le « parti dévot » opposé à Richelieu. Il connaît un grand succès dans les cercles dévots parisiens, notamment comme directeur de conscience, et est appelé à prêcher à Port-Royal qui devient, en partie sous son influence, le centre spirituel du jansénisme.
Arrêté sur ordre de Richelieu, il est emprisonné en 1638 au fort de Vincennes, d'où il continue de rayonner sur les consciences. Il n'en sort qu'à la mort du cardinal en 1643, et meurt quelques mois après.

## Biographie

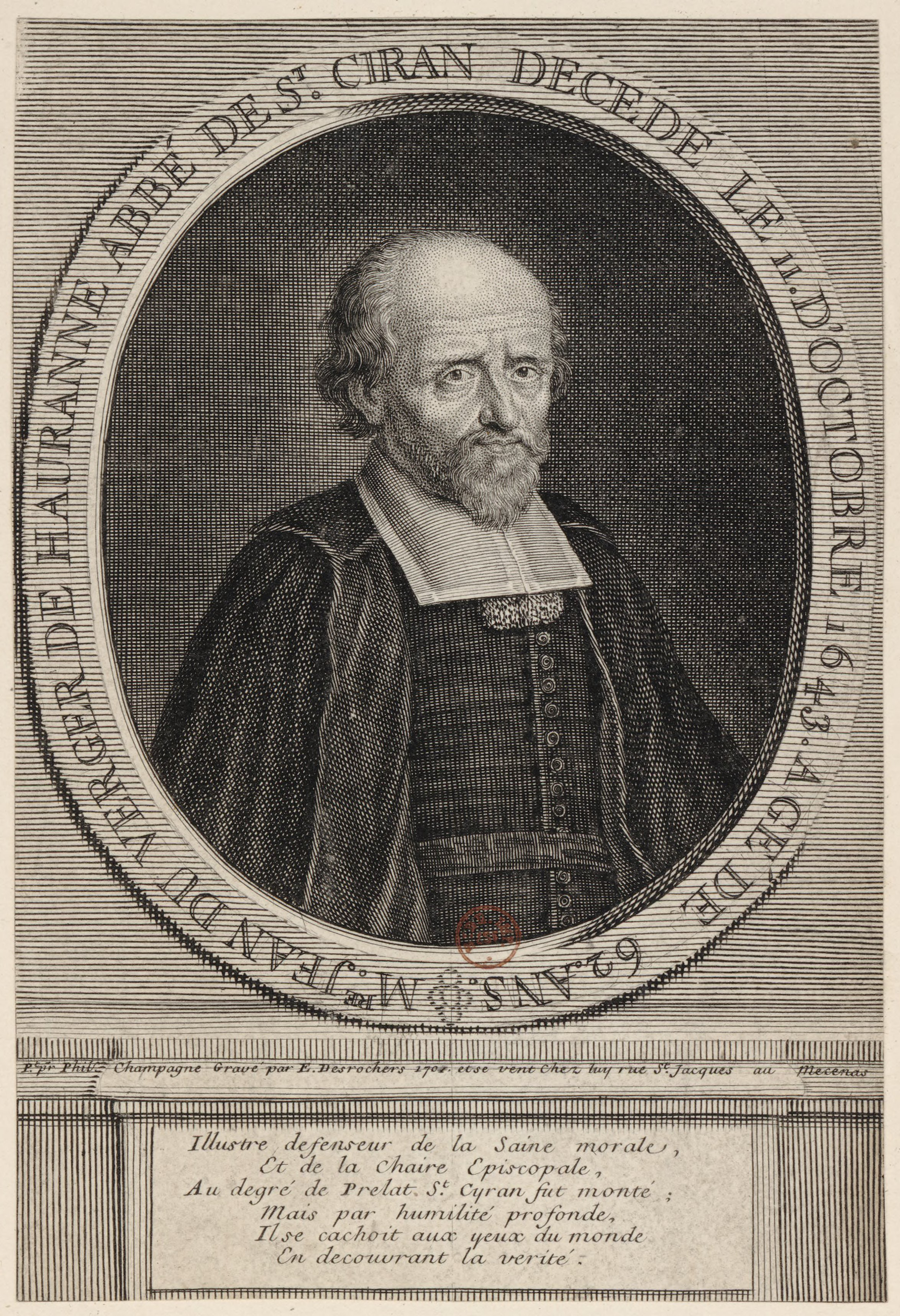
Étienne Jehandier Desrochers, Jean Duvergier de Hauranne, gravure d'après Philippe de Champaigne.

Fils de Jean Duvergier (1542-1610), seigneur de Hauranne, premier échevin de Bayonne, et d'Anne d'Etcheverry, dont les ancêtres auraient été bouchers. Après avoir fait ses humanités dans sa ville natale et la philosophie à la Sorbonne, il alla à Louvain ; non à l'université, mais au collège jésuite, où il obtint la maîtrise en 1604 avec une thèse brillante, admirée par Juste Lipse. Contrairement à ce que l'on peut penser, ce n'est pas à Louvain qu'il fit la connaissance du futur théologien janséniste, Cornelius Jansen (Jansénius), un jeune disciple du sectateur du baïanisme. Ce point est avéré par Denis Richet qui date la première rencontre entre les deux hommes en 1609-1610 à Paris, ainsi que par d'autres auteurs tel que Louis Cognet.
En 1605, les deux amis étaient à Paris, assistant ensemble aux leçons du gallican Edmond Richer et étudiant le christianisme des origines dans l'idée de lui restituer sa place d'honneur usurpée, comme ils le proclamaient, par la scolastique. Ces études de patristique et surtout de la littérature augustinienne se poursuivirent avec énergie pendant presque douze ans. A Paris jusqu'en 1611, puis à Campiprat (Cantipré), où Duvergier de Hauranne habitait, sous la protection de Bertrand d'Eschaud, évêque de Bayonne, qui le fit  chanoine de la cathédrale et Jansen principal d'un collège récemment fondé. Duvergier de Hauranne pensait que Dieu l'avait choisi, avec Jansen, pour réformer l'Église « qui se trouvait dans la dégradation la plus profonde et n'était plus la véritable épouse du Christ. » [réf. nécessaire].

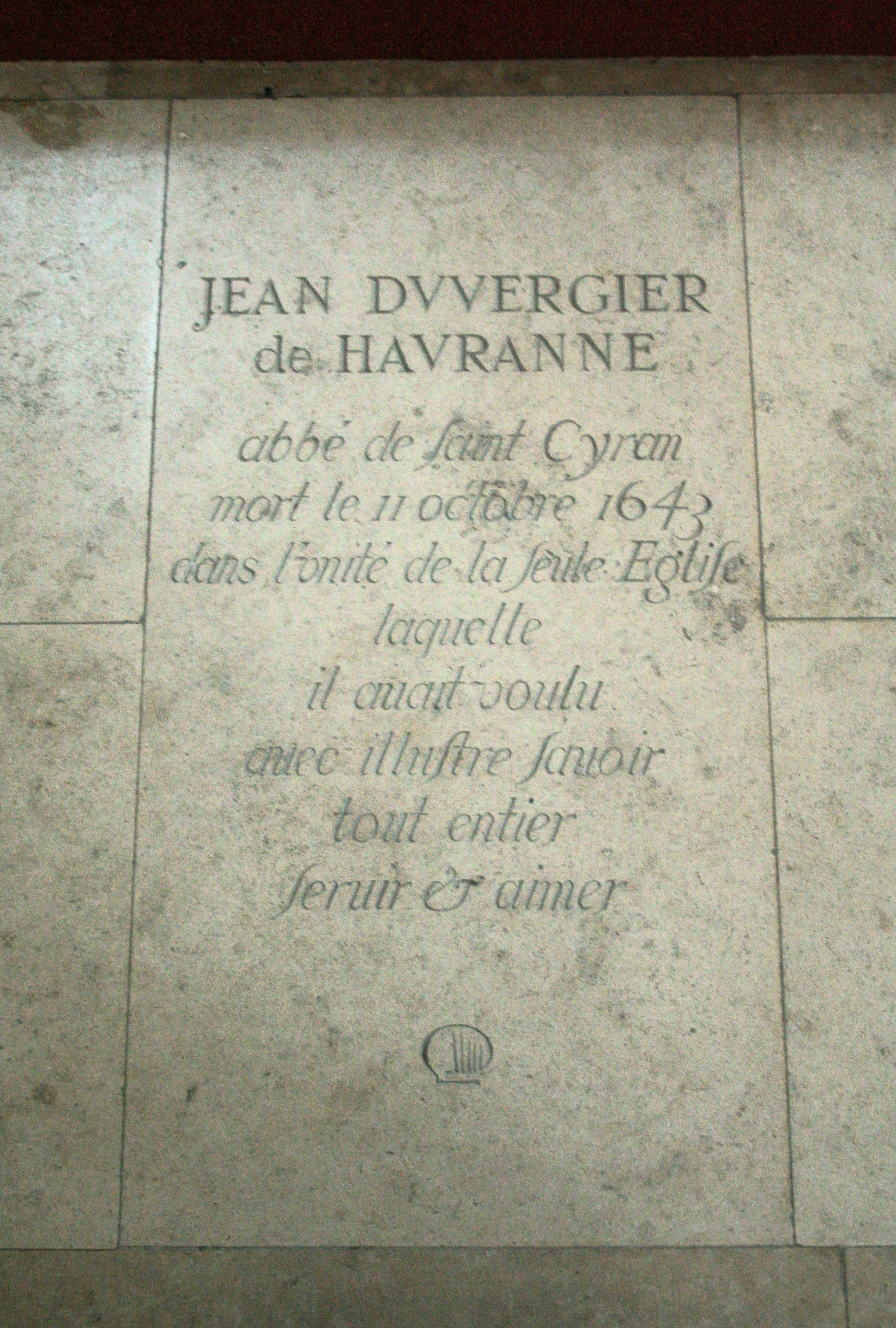
Pierre tombale de Jean Duvergier de Hauranne dans l'église Saint-Jacques-du-Haut-Pas.

En raison sans doute du transfert de l'évêque de Bayonne à Tours, les deux amis quittèrent Bayonne en 1617, Jansen revenant à Louvain et Duvergier allant à Poitiers où l'évêque du lieu, Chasteigner de La Roche-Posay, disciple de Scaliger et humaniste passionné, le reçut comme un ami. Il lui donna un canonicat et le prieuré de Bonneville puis plus tard, en 1620, résigna en sa faveur l'Abbaye de Saint-Cyran-en-Brenne. Le nouveau prélat commendataire résida peu dans son abbaye. Entre-temps, Duvergier fut ordonné prêtre en juin 1618.
En 1622 il revint définitivement à Paris, la métropole lui offrant de meilleures possibilités pour la poursuite de ses desseins. Pendant les années 1617-1635, une correspondance assidue se continua entre Duvergier et Jansen, mais il n'en reste que les « Lettres de Jansénius à Duverger de Hauranne », saisies au moment de l'arrestation de Saint-Cyran. Ces lettres, où les signes conventionnels sont d'un usage fréquent, mentionnent constamment l'« affaire principale », c'est-à-dire avant tout, la composition de l'Augustinus par Jansen, Saint-Cyran s'employant à recruter des protecteurs pour le système dit augustinien.
Saint-Cyran entretint, à partir de 1623, des relations avec l'abbaye de Port-Royal, dirigée par l'abbesse Angélique Arnauld. Devenu, à partir de 1635, le directeur de conscience particulier de ces religieuses, ainsi que des « Messieurs » de Port-Royal, l'abbaye devint, en partie sous son influence, le centre spirituel du jansénisme.
C'était un homme de parti adroit, remuant, et qui exerçait sur les siens un grand ascendant. Ayant attaqué les Jésuites dans quelques écrits, il fut pour ce fait dénoncé par Sébastien Zamet à Richelieu, avec qui Saint-Cyran s'était autrefois lié d'amitié. Le ministre le fit arrêter sous prétexte d'hérésie le 15 mai 1638 et enfermer au château de Vincennes. Deux mois après la mort de Richelieu, le 6 février 1643, ses partisans réussirent à le faire libérer mais, physiquement brisé, il mourut au bout de quelques mois.

## Publications
- Considérations sur la mort chrétienne
- Considérations sur les dimanches et les festes des mysteres, et sur les festes de la Vierge et des saints, Paris, Veuve Charles Savreux, 1670 - L'attribution à Saint-Cyran est établie formellement par une lettre de Arnauld à Florin Périer datée d'un 20 novembre [1669]. La notice FRBNF31373109 de la BNF concernant l'exemplaire de 1670 conservé à Tolbiac qui présente cette attribution comme douteuse au motif que les Considérations ont pu être attribuées également à Antoine Singlin ne donne pas ses justifications. Dans la lettre en question, Arnauld justifie la nécessité d'apporter quelques corrections au texte original des Pensées de Pascal pour passer l'épreuve de la censure publique en prenant l'exemple des Considérations de Saint-Cyran :"[c]'est, écrit-il, la conduite que nous avons tenue touchant des considérations sur les dimanches et les fêtes, de feu M. de Saint-Cyran, que feu Savereux [sic] a imprimées" (PASCAL, B., Pensées sur la religion et sur quelques autres sujets, éd. du Luxembourg, 1952, t. III "Documents", p. 159).
- Examen d'une apologie qui a esté faite pour servir de défense à un petit livre intitulé Le chapelet secret du Très-Sainct Sacrement Et pour refuter quelques remarques qui avoient été faites sur ledit chapelet, Paris, [s.n.], 1634
- Instructions chrestiennes, Paris, Pierre Le Petit, 1672
- La Somme des fautes et faussetez capitales, contenues en la Somme theologique du Pere François Garasse de la Compagnie de Jesus, Paris, J. Boüillerot, 1626,
- Lettres chretiennes et spirituelles de messire Jean du Verger de Havranne, abbé de S. Cyran, qui n'ont point encore été imprimées jusqu'à présent, Amsterdam, [S.n.], 1744
- Œuvres chrétiennes et spirituelles, Lyon, Thomas Maulry, 1679
- Petrus Aurelius (3 tomes, 1632-1633), prend la défense des droits des évêques vis-à-vis des religieux (à la suite de la controverse qui opposait le vicaire apostolique en Angleterre, Richard Smith, aux jésuites), et vis-à-vis du pape qui n'est le premier des évêques que par sa dignité (selon les doctrines de Richer; l'Église n'est, donc, pas une monarchie absolue, mais plutôt une aristocratie)[4].
- Pensées morales, Éd. Henri Perruchot, Paris, Clermont, F. Sorlot 1944
- Question royalle et sa decision, Paris, Toussainct du Bray, 1609
- Refvtation de l'abus pretendu, & la descouuerte de la veritable ignorance & vanité du père François Garasse, Paris, [S.n.], 1626
- Théologie familière, avec divers autres petits traitez de dévotion, Louvain, [S.n.], 1650

## Iconographie
- Philippe de Champaigne, Portrait de Jean Duvergier de Hauranne, abbé de Saint-Cyran, vers 1647-1648, huile sur toile. Coll. musée de Grenoble (inv. MG 63).